# 青の微熱
『青の微熱』（あおのびねつ）は、椎名チカによる日本の漫画作品。サブタイトルは「密室の楽園」。『Cheese!』（小学館）にて、2011年8月号から2012年8月号まで掲載された。単行本は全3巻。

## 概要
初連載作『少女の時間』以来、約1年半振りの連載であり、椎名チカ・第2作目の連載作品。当初は全3話完結の予定だったが、読者からの反響が大きかった為、予定していた話数で終了とならず長期連載へとなった。物語の舞台となる島は、作者が沖縄の離島を組み合わせた島であり、実際には実現しない“架空の島”である。

## ストーリー
——誰か、この歪んだ世界から私を連れ去って……。
幼い頃に両親を亡くし、養女となった仲里マナ。血の繋がらない義理の兄となった仲里翔は、2年前のマナが13歳の頃から関係を強要するようになる。
全てに嫌気がさしていたマナ。そんなとき、東京から転校してきた中野明弘と偶然海で出会う。

## 登場人物
仲里マナ（なかざと マナ）
幼い頃に両親を事故で亡くしており、昔から親同士で仲の良かった仲里家の家族の元へと引き取られ、養女となる。中学3年生の15歳。13歳の冬に義理の兄、翔からレイプされてからは昼夜問わず身体を求められている。そんな中、明弘との出会いをきっかけに希望を見つけていく。後に翔の子を身ごもり、未婚の母になる。
中野明弘（なかの あきひろ）
マナと同い年の少年。中学3年生の2学期の時期に両親が離婚。母方の祖母の元へと、母と2人で東京から引っ越して来た。サッカーが得意。偶然海で見かけたマナに一目惚れする。
その後、マナと恋人同士になるが、その過程で義兄の翔との関係を知り、救いたいと思うようになるが、当の翔からは猛烈な嫉妬と憎悪を向けられるようになり、立場を利用して学校から孤立するよう仕向けられる等の妨害を受けたりするも、それでもマナを助けようと奔走、1度は島を出て二人で行動を共にし、離婚した父親の元に身を寄せるが、マナが変わることのない状況に絶望し、島に帰られてしまう。当の父親からは、「汚い所を知らなさすぎる。」と強く言われるが、逆にそれが決意を強める切っ掛けとなり、島に帰ってからは、マナを救おうとより奮戦、理解をする友人の助けを得つつ、奔走。翔との取っ組み合いを起こす。マナが不注意で崖に転落した際は台風の吹き荒ぶ中、猛然と彼女のそばに降りていき、かつての翔のようにマナを守り抜きながら嵐の一夜を共にし、マナの意識と事故による呪縛からの解放に成功する。
仲里翔（なかざと かける）
マナの義理の兄で、双子の弟がいる。マナをレイプしてからは彼女の身体をむさぼっている。7年前にマナの両親が車の事故により亡くなった際にケガをしたマナを庇いながら数日間救助を待った経験をしている。
その事もあって島の住人からは慕われており、狭く住人が互いに知り合いと言う事も加わり、彼の発言力はかなり強いため、一切の疑いを見せない事を利用し、島中のどこにいてもマナの居場所を把握できるようにしており、半ば島を支配しつつマナが自由に行動できないように仕向けていた。また、マナの通う中学でもマナと自らの関係を脅しにして無闇に仲良くしないようにもしている。

## 番外編
- 青の微熱 番外編 side:翔（2012年『Cheese!』増刊1月号掲載）
- 青の微熱 番外編 side:吉岡（2012年『Cheese!』増刊7月号掲載）

## 書誌情報
- 椎名チカ『青の微熱』小学館〈Cheese! フラワーコミックス〉、全3巻
  1. 2011年12月26日発売、ISBN 978-4-09-134198-3
  2. 2012年4月26日発売、ISBN 978-4-09-134417-5
  3. 2012年8月24日発売、ISBN 978-4-09-134655-1